# Il Circolo Pickwick (miniserie televisiva)
Il Circolo Pickwick è una miniserie televisiva in sei puntate diretta da Ugo Gregoretti trasmessa a partire dal 4 febbraio 1968, tratta dall'omonimo romanzo umoristico di Charles Dickens, che narra il viaggio di quattro gentiluomini attraverso l'Inghilterra dell'Ottocento.
Interpreti principali sono Mario Pisu, Gigi Proietti, Enzo Cerusico, Leopoldo Trieste, Gigi Ballista, Guido Alberti.

## Descrizione
Originale, innovativa e provocatoria la regia di Gregoretti che, nello stile delle sue "false inchieste", all'inizio di ogni puntata appariva in scena, in abiti moderni, come un giornalista che seguisse la vicenda, riassumendo e commentando i fatti e intervistando i protagonisti, con tanto di microfono.
La sigla di coda dello sceneggiato era La Ballata di Pickwick, composta da Calibi per il testo e da Gigi Proietti con Aldo Rossi per la musica, cantata dallo stesso Gigi Proietti, accompagnato alla chitarra da Lucio Battisti.

## Trama
Samuel Pickwick, presidente di un circolo da lui fondato, propone a tre amici di partire per un viaggio di studio, e una volta messi in viaggio incontrano un imbroglione Jingle, e visitano la casa del signor Wardle.

## Cast
Inoltre il cast comprendeva un nutrito numero di attori di estrazione teatrale, fra cui:
Lia Alberti (la cuoca del Westage College), Maria Teresa Bax (Isabel Wardle), Alfredo Bianchini (Tuckle), Gigi Bonos (Presidente del Tribunale), Giuliana Calandra (figlia del sindaco), Daniela Calvino (Arabella Allen), Ciccio Canzio (Joe), Ernesto Colli (Job Trotter), Dino Curcio (Fogg), Luciano D'Arpe (dott. Slammer), Ermelinda De Felice (matrigna di Sam), Pasquale De Filippo (Hunt), Vincenzo De Toma (Avv. Perker), Umberto D'Orsi (Piter Magnus), Giustino Durano (studioso), Adolfo Fenoglio (Trundle), Néstor Garay (capostazione), Cesare Gelli (Tappleton), Fabrizio Jovine (Phunky), John Francis Lane (Milord), Tina Lattanzi (zia Sarah), Luigi Leoni (Wiffers), Loris Loddi (Tommasino Bardell), Folco Lulli, (il  padre di Sam Weller), Dante Maggio (Jago), Gianni Magni (Desdemona), Clelia Matania (Signora Bardell), Antonio Meschini (Wardle), Maria Monti (Rachele Wardle), Eleonora Morana (la direttrice del Westage College), Franco Odoardi (Payne), Corrado Olmi (Martin), Quinto Parmeggiani (Dowler), Gianna Pederzini (signorina Winthefield), Viviana Polic (moglie del sindaco), Mario Righetti (Jinks), Esmeralda Ruspoli (signora Dowler), Gianni Santuccio (Buzfuz), Alfredo Senarica (Harris), Bruno Smith (Pruffle), Erminio Spalla (Erminia), Vittorio Stagni (Ben Allen), Vincenzo Talarico (Hunter), Lia Thomas (signora Cluppins), Pietro Tordi (un cocchiere), Marco Tulli (Jackson),  Marcello Turilli (vice sceriffo Namby), Franco Valobra (Stiggins), Gianfranco Varetto (Skimping), Eugene Walter (Onorevole), Pier Luigi Zollo (Bob), The Primitives (detenuti).
Alcuni ruoli furono interpretati da noti personaggi della televisione ma non attori di professione: lo scenografo Carlo Cesarini da Senigallia (Bantham), il divulgatore professor Alessandro Cutolo (Roker), il regista Marco Ferreri (Boldwing), il compositore Enrico Simonetti (Dodson). 